# Jan Fotek
 (novembre 2018).
Jan Fotek est un compositeur polonais né le 28 novembre 1928 à Czerwińsk nad Wisłą et mort le 17 août 2015.

## Biographie
De 1952 à 1953, il étudie à l’Académie de musique de Cracovie dans la classe de Stanisław Wiechowicz (pl). De 1953 à 1958 à l’université de musique Frédéric-Chopin, à Varsovie, dans la classe de Tadeusz Szeligowski.